# Социальное взаимодействие
Социа́льное взаимоде́йствие — система взаимообусловленных социальных действий, связанных циклической зависимостью, при которой действие одного субъекта является одновременно причиной и следствием ответных действий других субъектов. Оно родственно понятию «социальное действие», которое является исходным моментом формирования социальных связей. Социальное взаимодействие как способ осуществления социальных связей и отношений предполагает наличие не менее двух субъектов, самого процесса взаимодействия, а также условий и факторов его реализации. В ходе взаимодействия имеет место становление и развитие личности, социальной системы, изменение их в социальной структуре общества и т. п.
Социальное взаимодействие включает передачу действия от одного актора — другому, а также реакцию на него в виде ответного действия, возобновление действий социальных факторов. Оно имеет социальное значение для участников и предполагает обмен их действиями в будущем благодаря присутствию в нём особой каузальности — социального отношения. Социальные отношения формируются в процессе взаимодействия людей и являются результатом их прошлых взаимодействий, приобретших устойчивую социальную форму. Социальные взаимодействия, в отличие от них, представляют собой не «застывшие» социальные формы, а «живые» социальные практики людей, которые обусловливаются, направляются, структурируются, регламентируются социальными отношениями, но способны воздействовать на эти социальные формы и изменять их.
Социальное взаимодействие определяется социальными статусами и ролями личности и социальных групп. Оно имеет объективную и субъективную стороны:
- Объективная сторона — факторы, независимые от взаимодействующих, но влияющие на них.
- Субъективная сторона — сознательное отношение индивидов друг к другу в процессе взаимодействия, основанное на взаимных ожиданиях.

## Классификация социального взаимодействия
1. Первичные, вторичные (идеологические, религиозные, нравственные)
2. По количеству участников: взаимодействие двух людей; одного человека и группы людей; между двумя группами
3. Разнонациональные
4. Между людьми разного достатка, и т. д.